# فالسيككا
فالسيككا (بالإيطالية: Valsecca)‏ هي كومونا تقع في إيطاليا في مقاطعة بيرغامو. يقدر عدد سكانها بـ 411 نسمة ومساحتها 5.2 كم2 ووترتفع عن سطح البحر 977 متر.

## السكان
في سنة 1861 بلغ عدد السكان 592 نسمة، وتطور العدد ليصل في سنة 2011 لـ 421 نسمة.
يظهر هذا المخطط البياني تطور النمو السكاني لـ فالسيككا